# Dzhuluit
Das Mineral Dzhuluit ist ein sehr seltenes Oxid aus der Obergruppe der Granate mit der Endgliedzusammensetzung Ca3SbSnFe3O12. Es kristallisiert im kubischen Kristallsystem mit der Struktur von Granat. Die einschlussreichen, gelben bis braunen Kristalle sind maximal 50 μm groß.
Dzhuluit ist bislang nur in seiner Typlokalität nachgewiesen worden, einem Kalksilikat-Xenolithen aus einem Ignimbrit von Berg Lakargi, Chegem Caldera in der nordkaukasischen Republik Kabardino-Balkarien in Russland.

## Etymologie und Geschichte
Bereits in den 1970er Jahren wurden Sn-Granate, darunter auch Ca3Sb5+Sn4+Fe3+3O12 (Dzhuluit), synthetisiert und auf seine magnetischen Eigenschaften hin untersucht.
In der Natur wurde Dzhuluit von Irina O. Galuskina und Mitarbeitern beschrieben und im Jahr 2010 zunächst unter dem Namen Bitikleit-(SnFe) von der International Mineralogical Association (IMA) als neues Mineral anerkannt. Benannt wurde es nach der unweit der Fundstelle gelegenen historischen Festungsanlage Bitikle. Bei der Neuordnung der Granat-Supergruppe wurde das Mineral 2013 umbenannt in Dzhuluit, nach dem nahe der Fundstelle gelegenen Berg Dzhulu.

## Klassifikation
Die aktuelle Klassifikation der International Mineralogical Association (IMA) zählt den Dzhuluit zur Granat-Obergruppe, wo er zusammen mit Bitikleit, Usturit und Elbrusit die Bitikleit-Gruppe mit 9 positiven Ladungen auf der tetraedrisch koordinierten Gitterposition bildet.
Die seit 2001 gültige 9. Auflage der Strunz’schen Mineralsystematik führt den Dzhuluit nicht auf. Obwohl Dzhuluit kein Silikat ist, würde es, ebenso wie Katoit, wegen seiner Bildung von Mischkristallen mit Silikatgranaten in die Granatgruppe mit der Ordnungsnummer 9.AD.25 in der Klasse der „Silikate und Germanate“, Abteilung A (Inselsilikate), Unterabteilung „D. Inselsilikate ohne weitere Anionen; Kationen in oktaedrischer [6] und gewöhnlich größerer Koordination“, eingeordnet werden.
Da der Dzhuluit erst 2010 als eigenständiges Mineral anerkannt wurde, ist er in der zuletzt 1977 überarbeiteten 8. Auflage der Mineralsystematik nach Strunz noch nicht verzeichnet.
In der zuletzt 2018 überarbeiteten Lapis-Systematik nach Stefan Weiß, die formal auf der alten Systematik von Karl Hugo Strunz in der 8. Auflage basiert, erhielt das Mineral die System- und Mineralnummer IV/A.07-060. Dies entspricht der Klasse der „Oxide und Hydroxide“ und dort der Abteilung „Oxide mit Verhältnis Metall: Sauerstoff = 1:1 und 2:1 (M2O, MO)“, wo Dzhuluit zusammen mit Brownmillerit, Srebrodolskit, Shulamitit, Tululit, Fluormayenit, Chlormayenit, Fluorkyuygenit, Chlorkyuygenit, Bitikleit, Usturit und Elbrusit die unbenannte Gruppe mit der Systemnummer IV/A.7 bildet.

## Kristallstruktur
Dzhuluit kristallisiert mit kubischer Symmetrie in der Raumgruppe Ia3d (Raumgruppen-Nr. 230) mit 8 Formeleinheiten pro Elementarzelle. Das synthetische Endglied hat den Gitterparameter a = 12,634 Å, der natürliche Mischkristall aus der Typlokalität a = 12,536 Å.
Die Struktur ist die von Granat. Calcium (Ca2+) besetzt die dodekaedrisch von 8 Sauerstoffen umgebenen X-Positionen, Antimon (Sb5+) und Zinn (Sn2+) die oktaedrisch von 6 Sauerstoffen umgebene Y-Position und die tetraedrisch von 4 Sauerstoffen umgebenen Z-Position ist mit Eisen (Fe3+) besetzt.

## Chemismus
Dzhuluit ist das Fe-Analog von Bitikleit und bildet komplexe Mischkristalle vor allem mit Bitikleit und Elbrusit. Die empirische Zusammensetzung aus der Typlokalität ist
[X](Ca2,954Fe2+0,043Mg0,003)[Y](Sn4+0,850Sb5+0,764Zr4+0,121U6+0,127Ti4+0,070Sc3+0,009Nb5+0,058Hf0,001)[Z](Fe3+2,051Al0,653Ti4+0,087Fe2+0,182Si0,028).

## Bildung und Fundorte
Dzhuluit ist bislang nur in seiner Typlokalität nachgewiesen worden, einem Kalksilikat-Xenolithen aus einem Ignimbrit von Berg Lakargi, Chegem Caldera in der nordkaukasischen Republik Kabardino-Balkarien in Russland. Er bildete sich hier kontaktmetamorph in der Sanidinit-Fazies bei Temperaturen über 800 °C und niedrigen Druck in Kalksilikatskarnen am Kontakt zum Ignimbrit. Dzhuluit tritt hier zusammen mit Kumtyubeit, Cuspidin, Fluorchegemit, Larnit, Fluorit, Wadalit, Rondorfit, Hydroxylellestadit, Perowskit, Lakargiit, Kerimasit, Elbrusit, Srebrodolskit, Bultfonteinit, Mineralen der Ettringit-Gruppe, Hillebrandit, Afwillit, Tobermorit-artigen Mineralen, Hydrocalumit und Hydrogrossular auf.